# Erhard Eylmann

Erhard Eylmann (Mitte) während seiner Australienexpedition 1896–1899

Erhard Eylmann (* 3. September 1860 in Krautsand; † 22. Dezember 1926 in Farge) war ein vielseitiger deutscher Ethnologe und Australienforscher.

## Leben
Eylmann war der Sohn eines wohlhabenden Landwirts. Er studierte Zoologie und danach Medizin in an der Universität  Freiburg, der Universität Heidelberg, der Universität Leipzig und der Universität Würzburg. Er promovierte 1886 zum Dr. phil und 1889 in Würzburg zum Dr. med. Er lebte dann bis 1894 in Kairo und studierte danach in Berlin Geographie und Geologie.
Eylmann bereiste mehrfach Australien, seine erste große Reise unternahm er 1896 bis 1899. Eylmann war mit Walter Baldwin Spencer und Francis J. Gillen befreundet. Seine letzte Australienreise unternahm er noch kurz vor dem Ersten Weltkrieg.
In seinem Hauptwerk von 1908 Die Eingeborenen der Kolonie Südaustralien schildert er Sitten und Kultur der von ihm besuchten Ureinwohner, der südaustralischen Aborigines, ihr Geschlechtsleben, Totenbestattung, Lagerplätze, Zeichensprache, Farbstoffe, Jagd und Fischfang sowie Krankheiten und deren Behandlung. Weiterhin schrieb er um 1914 zwei Werke über die Vogelwelt in Südaustralien. Er widmete sich auch den Themen Religion und Missionswesen.

Anfang der 1920er Jahre zog er nach Farge. Bei der Inflation in Deutschland von 1923 verlor er sein Vermögen. Er war seit 1921 bei der Bremer Woll-Kämmerei in Blumenthal beschäftigt. In Farge setzte Eylmann seine Studien fort und hoffte, nochmals Australien besuchen zu können. In diese Zeit fällt auch seine Arbeit über das Bettelwesen in Südaustralien.
Ehrungen
Die Eylmannstraße in Bremen-Blumenthal im Ortsteil Farge trägt seinen Namen.

## Werke
- Beitrag zur Systematik der europäischen Daphniden; Dissertation, Freiburg 1888.
- Ein Fall von myelogenem Alveolärsarkom; Dissertation,  Scheiner, Würzburg 1889/1890.
- Das Feuermachen bei den Eingeborenen der Colonie Südaustralien; Zeitschrift der Ethnologie 34, 1902.
- Die Eingeborenen der Kolonie Südaustralien;  Dietrich Reimer (Repr. NY 1966), Berlin 1908. Digitalisat.
- Das Bettelwesen in dem Staate Südaustralien und dem Nordterritorium vor dem Weltkriege; in: Mitteilungen der Geographischen Gesellschaft Hamburg, Bd. 34, S. 55–98, Hamburg 1922.